# Clic (souris)
Pour les articles homonymes, voir Clic.

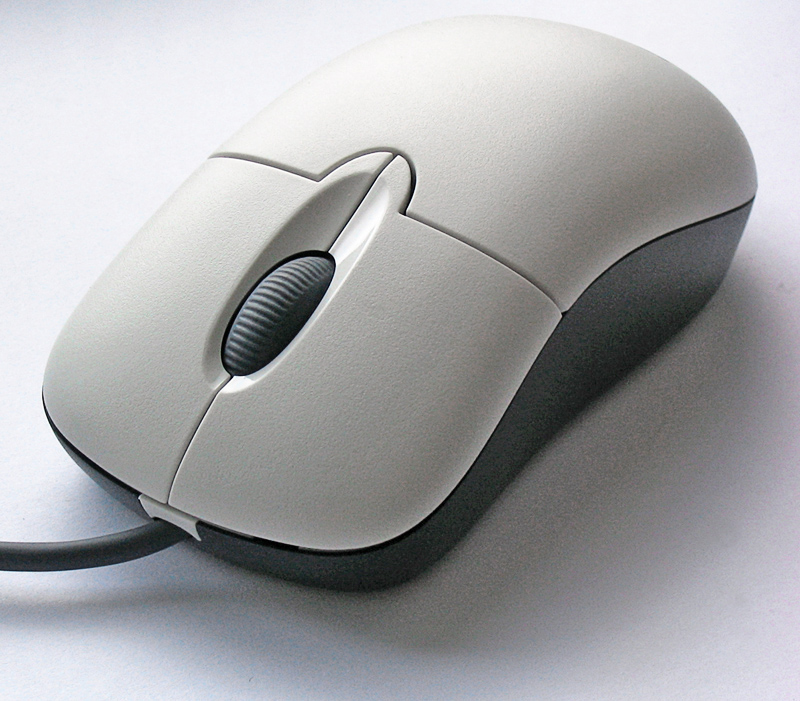
Souris 3 boutons Microsoft permettant d'effectuer des clics de souris.

En informatique, un clic de souris est, par onomatopée, une pression suivie d'un relâchement rapide, exercée par l'utilisateur sur l'un des boutons d'une souris, ou plus généralement d'un dispositif de pointage. Le verbe correspondant est cliquer, qui désigne le fait d'opérer cette pression.
Par exemple : « Cliquez sur le bouton OK. »
Il existe plusieurs types de clics :
- le clic, ou si l'on tient à faire la distinction, simple-clic ;
  - le clic gauche : cliquer avec le bouton gauche de la souris, si la souris a plusieurs boutons ; « simple clic » sans plus de précision signifie clic gauche, car le bouton gauche de la souris est celui qui a le même effet que le bouton d'une souris à bouton unique ;
  - le clic droit : cliquer avec le bouton droit de la souris : cela permet le plus souvent d'afficher un menu contextuel ;
  - le clic milieu (aussi nommé clic central) : cliquer avec le bouton du milieu de la souris (le plus souvent partagé avec la molette de défilement) : sur les systèmes X Window, cela permet de coller un texte précédemment sélectionné ;
- le double-clic ;
- le clic et demi : inventé par Apple avec Mac OS 8, consiste à exécuter un clic puis à enfoncer le bouton pour cette fois le maintenir le temps de sélectionner un sous-dossier ;
- le clic simultané : au démineur par exemple, une astuce nécessite de cliquer simultanément avec les boutons gauche et droit ;
- triple-clic : son usage le plus courant est de sélectionner une ligne de texte ;
- quadruple-clic : sous certains systèmes, sélectionne un paragraphe.

Lorsque l'on utilise des dispositifs de pointage ne disposant que d'un seul bouton, on dispose souvent de moyens d'émuler les clics droit et milieu :
- avec un pavé tactile, en tapotant le pavé avec deux ou trois doigts ;
- avec une souris à un seul bouton, en maintenant appuyée une touche du clavier et en cliquant simplement.

Par métonymie, le terme peut désigner la conséquence d'une telle pression, par exemple la sélection d'un hyperlien : on parlera ainsi en ergonomie de la « règle des trois clics » qui veut que, dans un site Web, l'ensemble de l'information soit accessible en trois clics (par la suivie successive de trois liens).